# 戒喜禪師
戒喜禪師 （羅馬化：Sīlānanda，義爲西亞多·吳·戒喜，又翻譯為喜戒禪師；1927年12月16日－2005年8月13日）是一名緬甸上座部佛教的僧人及毗婆舍那禪法導師。出生於緬甸城市曼德勒，他於1943年4月14日潑水節出家成為沙彌，當時年僅16歲。他在實皆山（Sagaing Hills）摩訶明生寺（Mahavijjodaya Chaung Monastery）的潘那瓦達大師（Sayadaw U Pannavata）座下剃度，法名戒喜（Sīlānanda）。在出家之前，他曾就讀美國浸會使團學校凱利中學（Kelly High School）。
1947年7月2日，他在同一所寺院受具足戒，四天後，他在曼德勒的帕亞宜寺（Payagyi monastery）重受比丘戒。從1946年至1948年，他通過緬甸政府所舉辦的三級宗教考試，並於1950年獲頒發法阿闍黎（Dhammacariya）和法幢至頂光榮法阿闍黎（Sasanadhaja Siripavara Dhammacariya）的頭銜。1950年，他於仰光的賈兜亞雪進寺（Kyaungtawya Shwegyin monastery）再次受戒。1954年，他通過曼德勒的聖典教法利益學會（Pariyattisasanahita Association）宗教考試，獲得尊貴的阿毗旺薩（-abhivamsa）銜頭，此銜頭標記在其名字的後方作字尾。他前往斯里蘭卡科倫坡大學考取英國普通教育高級程度證書（GCE A-Level），並於梵文及巴利文科目獲得優異的成績。在斯里蘭卡逗留的期間，他曾經有一次短暫返回緬甸，並在那次返緬的旅程學習馬哈希尊者（Mahasi Sayadaw）傳統的毗婆舍那禪法。
從1954至1956年，他擔任仰光第六次佛典結集的首席編輯，協助馬哈希尊者及明昆持三藏尊者（Mingun Tipitaka Sayadaw）結集巴利文佛經和注釋書。1960年，他成為其剃度出家的摩訶明生寺的方丈。1968年，他移居曼德勒的阿比亞拉瑪雪古德寺（Abyarama Shwegu Taik monastery）擔任那兒的方丈。他為美國上座部佛教學會（TBSA）的精神導師及該學會屬下的法喜精舍主持。他於實皆的阿徒托達勇巴利大學（Atothokdayone Pali University）及曼德勒大學（Mandalay University）教授佛教典籍及編輯佛教三藏的巴緬辭典。後來，他在曼德勒大學及國際上座部佛教弘法大學（International Theravada Buddhist Missionary University）擔任教職。
1978年4月，他參與了馬哈希尊者的弘法教團前往美國三藩市講授佛法及指導禪修，及後馬哈希尊者批准戒喜禪師逗留在加州繼續弘法，促進美國上座部佛教的發展，在其指導下，加州的上座部佛教學會及如來禪修中心（Tathagatha Meditation Center）相繼於八十年代成立。1993年，他被委任為仰光馬哈希禪修中心（Mahasi Sasana Yeiktha）顧問會的成員。
2005年8月13日，他因為腦癌於加州圓寂，終年78歲。